# Hüniken
Hüniken (im lokalen Dialekt Hünike) ist eine politische Gemeinde im Bezirk Wasseramt des Kantons Solothurn in der Schweiz.

## Geographie
Hüniken liegt auf 471 m ü. M., 8 km ostsüdöstlich des Kantonshauptortes Solothurn (Luftlinie). Das Dorf erstreckt sich leicht erhöht im Moränenhügelland östlich der Schwemmebene der Emme, im südlichen Solothurner Mittelland.
Mit einer Fläche von nur gerade 1,0 km² ist Hüniken die kleinste Gemeinde im Bezirk Wasseramt. Das Gemeindegebiet umfasst einen Abschnitt der leicht gewellten Moränenlandschaft im äusseren Wasseramt, die durch den eiszeitlichen Rhonegletscher geformt wurde. Den zentralen Teil des Gebietes bildet die Mulde von Hüniken und das südlich davon gelegene Tannfeld. Nach Süden erstreckt sich der Gemeindeboden bis in das Waldgebiet Ischlag, in dem mit 497 m ü. M. die höchste Erhebung von Hüniken erreicht wird. Von der Gemeindefläche entfielen 1997 8 % auf Siedlungen, 16 % auf Wald und Gehölze und 76 % auf Landwirtschaft.

## Bevölkerung
Mit 160 Einwohnern (Stand 31. Dezember 2023) ist Hüniken nach Kammersrohr die zweitkleinste Gemeinde des Kantons Solothurn. Von den Bewohnern sind 98,5 % deutschsprachig und 1,5 % sprechen Englisch (Stand 2000). Die Bevölkerungszahl von Hüniken belief sich 1850 auf 79 Einwohner, 1900 auf 69 Einwohner. Im Verlauf des 20. Jahrhunderts pendelte die Bevölkerungszahl stets im Bereich zwischen 70 und 80 Einwohnern.

## Wirtschaft
Hüniken war bis in die zweite Hälfte des 20. Jahrhunderts ein vorwiegend durch die Landwirtschaft geprägtes Dorf. Noch heute haben der Ackerbau und der Obstbau sowie die Viehzucht einen wichtigen Stellenwert in der Erwerbsstruktur der Bevölkerung. Ausserhalb des primären Sektors gibt es kaum Arbeitsplätze im Dorf. In den letzten Jahrzehnten hat sich das Dorf auch zu einer Wohngemeinde entwickelt. Viele Erwerbstätige sind deshalb Wegpendler, die hauptsächlich in den Regionen Solothurn und Herzogenbuchsee arbeiten.

## Verkehr
Die Gemeinde ist verkehrsmässig recht gut erschlossen, obwohl sie abseits der grösseren Durchgangsstrassen an einer Verbindungsstrasse von Kriegstetten nach Etziken liegt. Der nächste Anschluss an die Autobahn A1 (Bern-Zürich) befindet sich rund 4 km vom Ortskern entfernt. Durch die Buslinie der BSU, welche die Strecke von Solothurn nach Herzogenbuchsee bedient, ist Hüniken an das Netz des öffentlichen Verkehrs angebunden.

## Geschichte
Die erste urkundliche Erwähnung des Ortes erfolgte 1264 unter dem Namen Hunnechoven. Später erschienen die Bezeichnungen Huninchoffen (1286), Hünnenkon (1342), Hunnikon (1375) und Hunickenn (1516). Der Ortsname geht auf den althochdeutschen Personennamen Hunno zurück. Mit der Namensendung -iken (eigentlich ein Zusammenzug von -igkofen) bedeutet er so viel wie bei den Höfen der Leute des Hunno, wobei so genannte Aussiedlerhöfe gemeint sind.
Seit dem Mittelalter unterstand Hüniken der Herrschaft Halten, mit der es 1466 unter die Herrschaft von Solothurn gelangte und der Vogtei Kriegstetten zugeteilt wurde. Erst mit dem Wyniger Vertrag ging 1665 auch die hohe Gerichtsbarkeit von Bern an Solothurn über. Die Kapelle Sankt Michael, die bereits im 8. Jahrhundert erwähnt wurde, war nach der Reformation das Gotteshaus für mehrere Dörfer der Umgebung (bis 1577 auch für Kriegstetten, weil dort die Messe von Bern verboten worden war). Als 1683 die Pfarrei Aeschi gegründet wurde, wurde Hüniken dieser Kirchgemeinde angeschlossen. Nach dem Zusammenbruch des Ancien Régime (1798) gehörte Hüniken während der Helvetik zum Distrikt Biberist und ab 1803 zum Bezirk Kriegstetten, der 1988 offiziell in Bezirk Wasseramt umbenannt wurde.

## Sehenswürdigkeiten
Ihre heutige Gestalt erhielt die Sankt-Michaels-Kapelle im Jahr 1822. Hüniken hat mehrere charakteristische Bauernhäuser aus dem 17. bis 19. Jahrhundert bewahrt.

## Wappen
Blasonierung
In Rot auf grünem Dreiberg eine grüne Tanne